# Didymoglossum sinuatum
Didymoglossum sinuatum là một loài dương xỉ trong họ Hymenophyllaceae. Loài này được Bonap. Ebihara & Dubuisson mô tả khoa học đầu tiên năm 2006.